# بروی سود
بروی سود (به لاتین: Beroy Sud) یک منطقهٔ مسکونی در ماداگاسکار است که در آمپانیی واقع شده‌است. بروی سود ۱۵٬۰۰۰ نفر جمعیت دارد و ۴۲۱ متر بالاتر از سطح دریا واقع شده‌است.